# エスプリーク
エスプリーク（アルファベット表記：ESPRIQUE）は、コーセーが製造、販売しているメイクアップ化粧品。

## 概要
化粧品メーカーのKOSÉが製造、販売しているメイクアップブランド(ESPRIQUEとはフランス語で『精神』や『神髄』という意味)。1978年に化粧品業界初の全商品を弱酸性にしたブランドとして発足。1979年10月16日にアミノ酸を配合した保湿美容液として「エスプリーク モイスチュアエッセンス」の発売を開始し現在も販売。季節や肌タイプを問わないことや、どのようなスキンケア化粧品とも組み合わせが可能なことなど、以後にKOSÉ から発売された多くの美容液のモデルとなる。
2006年にKOSÉポイントメイクブランド「ルミナス」と統合し「エスプリーク プレシャス」となる。2011年春から「ESPRIQUE」にブランドを統一。美容意識が高く、仕事にも遊びにも忙しい30代前半の女性に対して、短時間で美しい仕上がりを約束する商品が中心。主にポイントメイクにおいて簡単に使える製品を多く発表している。
ESPRIQUEは「メイクに、革命を」というテーマを掲げ、どんな時でも鮮やかに自信を持って生き生きと輝く大人の女性のエレガントさや時代の空気感を追求している。そのため、「MAKE DRAMATIC」や「One Storoke Beauty」をコンセプトとしている。
「MAKE DRAMATIC」には「ひと塗りで劇的に何かが変わる、何かが起こる」、「One Stroke Beauty」には「美しい仕上がりには妥協しない。でも早く仕上げたい」というメッセージが込められている。
「ESPRIQUE」は短時間・ひとつの動作で・簡単・キレイに仕上がる商品を目指し、前向きで美に積極的な女性たちを応援している。

## ESPRIQUE歴代キャッチコピー
- 2006年

すべての光を、クチビルに。
オパール効果で上質な輝き、つづく。すべての光を、クチビルに。新リキッドルージュ
イメージソング 愛を歌おう（絢香）
おとな。butカワイイ。肌色 プレミアム
美肌発色ベールで1つ上の肌へ。おとな。but カワイイ。肌色プレミアム。
イメージソング 無敵のキミ（福山雅治）
肌っぷり。艶っぷり。
しっとり透明 ぴたっと密着 肌っぷり。艶っぷり。
- 2008年

不滅のフェイス
イメージソング BURN-フメツノフェイス-（B'z）
感じる・肌・モード
とけこむようにフィットする。視線が触れる。
イメージソング BURN-フメツノフェイス-（B'z）
演じる・ツヤ・モード
クチビルの動きに合わせて潤いのベールが動く。
イメージソング BURN-フメツノフェイス-（B'z）
極ラク、カサネ色。
イメージソング BURN-フメツノフェイス-（B'z）
- 2009年

無敵のファンデ。
肌も自信もくずさない。無敵のファンデ。未知のロングラスティングへ。
ヨレない。テカらない。くずれない。
イメージソング crazy moon -キミ・ハ・ムテキ-（嵐）
- 2009年8月 -

わたしの、しらない、わたし。
ふわり、しっとり、マシュマロベール それは魔法のように エスプリークプレシャス
イメージソング　わたしの、しらない、わたし。（倉木麻衣）
ダイヤゾーンから、うつくしく。
すきとおる私 くずれない自信 素肌に勇気と美しさ こころが動き出す瞬間
イメージソング　永遠より ながく（倉木麻衣）
みつめて、うる桃肌。
それは思わず見とれる うる桃肌。ふわっとうるうるファンデーション。
イメージソング　SUMMER TIME GONE（倉木麻衣）    
360°アイ、してる？
上180°下180° 光のグラデーションで瞳もっと大きく
イメージソング　boyfriend（倉木麻衣）
最強ラスティング 化粧直しゼロ
いいなあ毛穴がずっとカバーされるなんて。小鼻のまわりがテカらないなんて。
化粧直しゼロなんていいなあ。
イメージソング　1000万回のキス（倉木麻衣）
- 2011年

MAKE DRAMATIC.
新しいエスプリーク始まる。ワンストロークで色・ツヤ・立体感 キマル。  
MAKE DRAMATIC。新エスプリーク。
光と影の立体小顔ファンデ。 
ひと塗りで肌に光反射マジック 
イメージソング　NAKED（安室奈美恵）  
新感触、とろける生ルージュ。
ひと塗りで濃密な色ツヤをまとう。 
イメージソング　NAKED（安室奈美恵）  
Love Colors.
ひと塗りで、潤む色ツヤがとける。くちびるに4つのラブカラー。 
イメージソング　arigatou（安室奈美恵）  
大人のBaby肌。
ひと塗りでふわっと毛穴消える。その透明感、キセキ的。 
イメージソング　Go Round（安室奈美恵）  
大人のBaby肌、つづく。
濃密潤いベースで 毛穴レスな透明感くずれない。年齢常識消える。 
イメージソング　Hot Girls（安室奈美恵）  
だって、クチビルは忙しい。
キレイの全部を１本に。スマートルージュ、誕生。 
イメージソング　Hot Girls（安室奈美恵）  
クチビルが欲しいもの、ぜんぶ。
ツヤめくグロウタイプ登場。輝くスマートルージュ。誕生。 
イメージソング　Beautiful（安室奈美恵）  
終日、大人のBaby肌。
気になるところをしっかりカバー。なのに素肌っぽさつづく。 
イメージソング　Big Boys City（安室奈美恵）     
不思議のリキッドルージュ。   
リキッド史上 最高(※エスプリークにおいて)、つづく色ツヤ。落ちない魔法をクチビルに。 
イメージソング　Neonlight Lipstick（安室奈美恵）  
もっと輝く、大人のBaby肌。
発光ベースが、肌の疲れをリセット。素肌っぽい ツヤ・ハリ、つづく。 
イメージソング　La La La from FEEL（安室奈美恵）  
新しいクチビルで恋をする。
リキッド史上、最愛(※エスプリークにおいて)のうるおい、つづく。LOVE ROUGE 
イメージソング　Love Story（安室奈美恵）  
永遠のBaby肌
ふんわり密着パウダーで毛穴消える。透明感生まれる。まっさらな肌が、夕方までつづく。 
イメージソング　Still Lovin’ You（安室奈美恵）  
- 2014年 - 2015年

＂ルージュグラッセ＂
天気いいじゃん。くちびるに透明感が溶け込んでいく。未体験。これは、ヌーディ グロスルージュ。
クチビルに＂革命＂を。
リッチフォンデュ ルージュ　それはとろけるほど大人リッチなクチビル。フォンデュのようになめらか。
あ、とろける。冬のクチビルにもうるおい密着。
イメージソング　Melody（Mr.Children）
素肌よりきもちいい。夏メイクに＂革命＂を。
汗ばむ夏に新提案。ひんやりBB。 冷却タッチで冷たい BBなのにサラサラ　驚きの毛穴レス素肌へ。夏のメイクが好きになる。
30cm美肌へ
欲しいのは自信を持って近づける肌。毛穴消えるこのカバー力。ずっとつづくこの透明感。
ベースメイクに＂革命＂を。
新発想＂スタンプジュレ＂ファンデ。ぷるんとはずむジュレをスポンジでスーッと伸ばしてなじませるだけ。これがジュレ。瞬時につるんと均一な肌へ。
ファンデーションの常識が変わる。
新発想＂スタンプジュレ＂ファンデ。スポンジでスーッと伸ばしてなじませるだけ。
瞬時にツヤめく均一な肌へ。贅沢なほどうるおいつづく。
毛穴とサヨナラできる13時間
はじめて知りました。大人の毛穴は1つじゃない。下地だけで毛穴が消えるなんて。
毛穴、色ムラ、快適カバー。毛穴とサヨナラできる13時間。毛穴カバー下地CC誕生。
このカバー力。この透明感。
メイクする。汗をかく。そんな夏のメイクを変えてくれた 進化したBB スプレー。
－5℃が気持ちいい 仕上がりサラサラ 毛穴消える、このカバー力。この透明感。
SPF最高値。選べる2色 進化したBBスプレー。
誕生、オイル美容下地
化粧がのらない朝。肌がかさつく夕方。1本の下地が変えてくれる。
高浸透オイルで肌ふっくらうるおう オイルなのに、ベタつかない。この化粧のり。この化粧もち。きっとおどろくこの化粧のり 化粧もち 誕生オイル美容下地
- 2016年

夏なのに気持ちいい。－5℃のクールBEAUTY
夏なのにサラサラな仕上がり。素肌キュッ。毛穴消える。
－5℃BEAUTY 夏肌のマストBBファンデ
私は、美容液でメイクする。
誕生スキンケアファンデーション　見つけた、このリキッドファンデ。スルスル軽い 毛穴見えない うるおってる ツヤめいてる
私は、美容液でメイクする。
どんな瞬間も、自分らしく生きる。
どんな瞬間も、自分らしく生きる 透明感生まれる ルージュグラッセ グロウチーク 
私の美肌は、ゆるがない。
テカらない なのに ずっと乾かない 快適美膜が13時間つづく化粧下地
私の美肌は、ゆるがない。テカらない化粧下地誕生。
私の美肌は、ゆるがない。
毛穴見えない なのに ふんわり透明感 毛穴を隠して化粧持ち10時間つづくファンデーション
私の美肌は、ゆるがない。素肌っぽくカバーするファンデーション
次の眉。
繊細に描く ナチュラルに仕上げる 次の眉。 しなやかで強い、エアリーブロウ。
眉尻の美しさ、夜までつづく。 Wアイブロウ リキッド&パウダー
時間が経つほど、なじんで透明感。
ふんわり毛穴消える。つけたてふんわり 時間が経つほど なじんで透明感。
メイク直しいらない 素肌感つづくファンデーション
目もと、思いのままコーディネート。
好きな色 挑戦する色 どちらも私を輝かせる　目もと、思いのままコーディネート。セレクトアイカラー。

## ESPRIQUEイメージモデル
現在
- 新垣結衣（2021年2月 - ）

過去
- ジェマ・ワード（2006年 - 2008年）

- カレン・エルソン（2008年 - 2009年）

- 倉木麻衣（2009年 - 2011年）

- 安室奈美恵（2011年 - 2014年）

- 新垣結衣（2014年 - 2015年）

- 上戸彩（2014年 - 2015年）

- 北川景子（2016年 - 2021年）

## ESPRIQUE商品アイテム一覧

### ポイントメイク
口もと
ルージュグラッセ
リッチフォンデュルージュ
ルージュステイマジック（エッセンスリキッド）
目もと
セレクトアイカラー
クレヨンアイライナー
ラスティングアイライナー（スムースオフ）
フルインプレッションマスカラ（ウォータープルーフ）
フルインプレッションマスカラ
眉
Wアイブロウ（リキッド&パウダー）
Wアイブロウ（ペンシル&パウダー）
スタイリングアイブロウマスカラ（眉色カバー）
スタイリングアイブロウマスカラ（ふんわり立体感）
頬　
グロウチーク

### ベースメイク
ファンデーション
スキンケア　ファンデーションUV 
ひんやりタッチBBスプレーUV50N
カバーするのに素肌感持続パクトUV
リキッドなのにムラになりにくいリキッドファンデーションUV
化粧下地
テカリくずれ防止化粧下地EX
毛穴カバーパーフェクト下地CC
オイル美容液下地
コンシーラー
デュアルコンシーラーUV
ライトコントロールスティック
シェードコントロールスティック
フェイスパウダー
ルースフェイスパウダー

### その他
香り・化粧道具
ファンデーションブラシ
メイクアップスポンジ（マルチユース）